# 窄叶蔗茅
窄叶蔗茅（学名：Erianthus stenophyllus）为禾本科蔗茅属下的一个种。